# Puma (abbigliamento)
Puma (formalmente Puma Societas Europaea o Puma SE) è un’azienda tedesca di diritto europeo attiva nel campo dell'abbigliamento e dell'equipaggiamento sportivo.
Fondata nel 1948 a Herzogenaurach, è insieme alla compatriota Adidas (dalla quale condivide l'origine e la città ove è ubicata la sede principale) uno dei più noti marchi nel mondo dello sport, ed è fornitrice tecnica di numerosi consorzi di club e squadre nazionali di calcio.
Puma conta circa 6.831 impiegati e distribuisce i suoi prodotti in oltre 80 nazioni. I prodotti più venduti sono abbigliamento e scarpe sportive.

## Storia

Corrado Ferlaino e Diego Armando Maradona, uno dei più noti testimonial Puma

La società fu fondata, con il nome Gebrüder Dassler Schuhfabrik, nel 1924 a Herzogenaurach da Rudolf Dassler, fratello di Adolf Dassler, che sarà fondatore della Adidas. Adolf si occupava di fabbricare materialmente le scarpe mentre Rudolf si occupava della distribuzione e della parte gestionale. L'azienda ottenne subito un grande successo e guadagnò la ribalta internazionale già durante i Giochi olimpici del 1936, equipaggiando Jesse Owens.
Nel 1948, finita la guerra, i due decisero di dividersi a metà l'azienda spartendosi anche i dipendenti (per dissapori sorti in tempo di guerra). Adolf fondò l'Adidas (un gioco di parole fra il suo diminutivo, "Adi", e le iniziali del suo cognome, "Das") mentre Rudi la Ruda (anche in questo caso un acronimo proveniente dalle prime due lettere rispettivamente del suo nome, "Ru", del cognome, "Da"), il cui nome fu poi cambiato in Puma (Puma Schuhfabrik Rudolf Dassler), diventando poi società per azioni nel 1986, quotata alla Börse München (Borsa di Monaco) e alla Borsa di Francoforte.  Nel 2007 entra nel gruppo del lusso francese Kering, dal quale però esce nel maggio 2018.

## Sponsorizzazioni

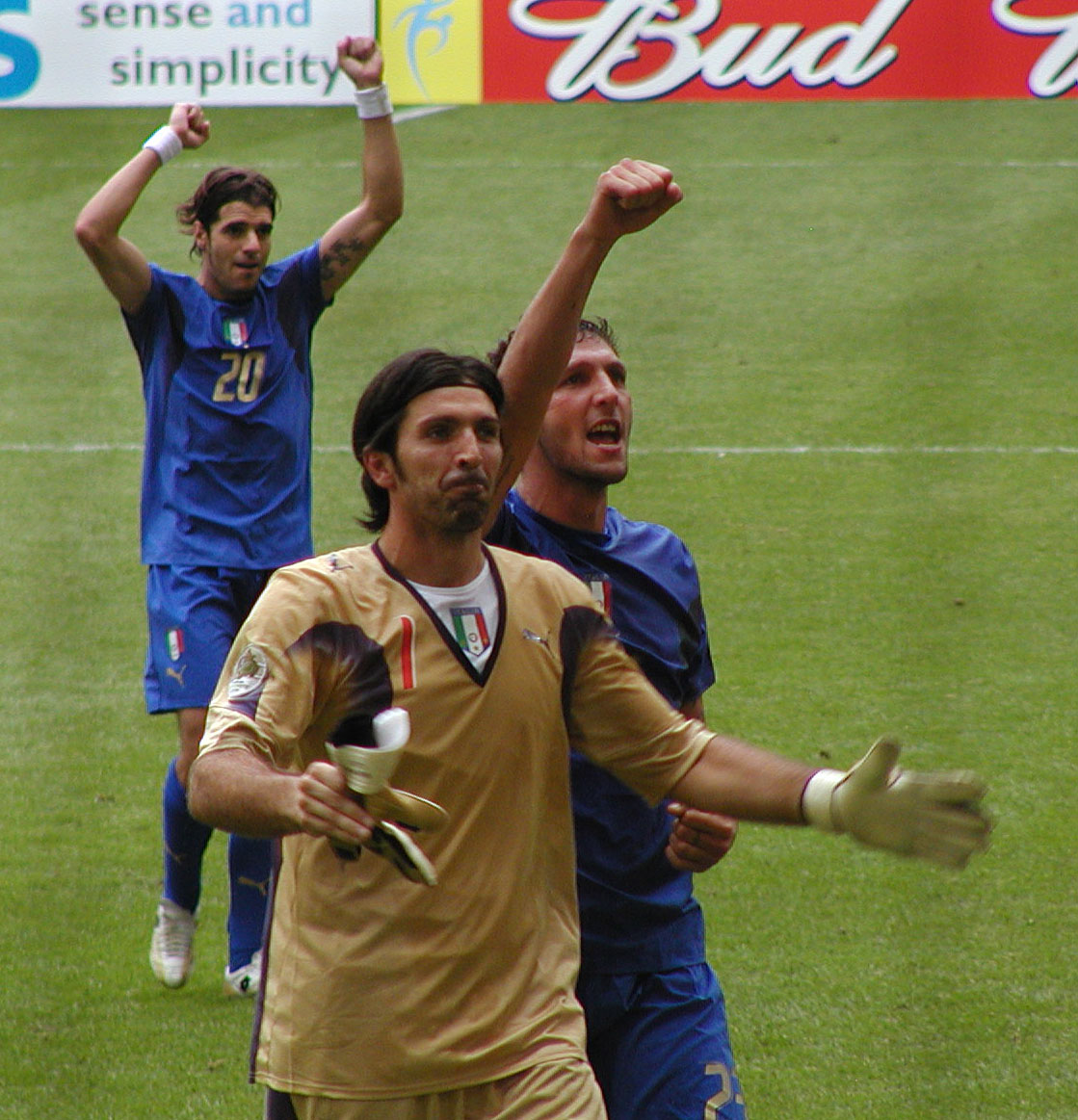
La nazionale calcistica italiana sponsorizzata Puma al vittorioso

Molte squadre di calcio hanno Puma come sponsor tecnico, tra cui le nazionali del Marocco, Repubblica Ceca, Svizzera, Costa d'Avorio, Angola, Ghana, Togo e Camerun. Per quest'ultima la Puma ha inventato diverse divise eccentriche e innovative: la canottiera durante la Coppa d'Africa 2002, il body aderente coi graffi nella Coppa d'Africa 2004, entrambe dichiarate non regolamentari dalla FIFA. Il grande successo dell'azienda è avvenuto con la sponsorizzazione dei mondiali di calcio 2006, in 36 partite su 64, almeno una squadra indossava una divisa Puma e tra queste vi era anche la Nazionale di calcio italiana che si laureò Campione del Mondo in quella edizione. Fornisce inoltre le divise a molte importanti squadre di club come gli inglesi del Manchester City, i francesi dell'Olympique de Marseille, la spagnola Valencia, le tedesche Borussia Dortmund (dalla stagione 2012-2013) e Borussia Mönchengladbach e le italiane Milan, Sassuolo, Parma, Palermo e Salernitana. Tra i club sudamericani spiccano gli argentini dell'Independiente e gli uruguagi del Peñarol oltre a molti altri club in tutto il mondo. Inoltre, l'azienda tedesca ha fornito i palloni v1.08 per le edizioni 2007 e 2009 della CONCACAF Gold Cup.
La Puma è o è stata sponsor anche di diverse scuderie di sport motoristici, tra cui la Scuderia Ferrari, la Red Bull Racing, la Williams e la Mercedes AMG in Formula 1 e la Ducati in MotoGP.
Usain Bolt, campione olimpico e mondiale sulla distanza dei 100 metri piani, 200 metri piani e della staffetta 4x100m, nonché detentore dei rispettivi record mondiali, stabiliti ai Giochi Olimpici di Pechino (4x100) e durante i Mondiali di Berlino 2009 (100 m e 200 m) è stato sponsorizzato dalla Puma.
Tra i giocatori di calcio più famosi che hanno utilizzato scarpe e maglie Puma si possono ricordare: Diego Armando Maradona, Johan Cruijff, Lothar Matthäus, Pelé e più recentemente David Silva, Gianluigi Buffon, Mario Balotelli, Samuel Eto'o, Sergio Agüero, Giorgio Chiellini, Yaya Touré, Álvaro González, Alessandro Diamanti, Stephan Lichtsteiner, Marco Reus, Cesc Fàbregas, Michael Carrick, Radamel Falcao, Antoine Griezmann, Luis Suárez, Santi Cazorla, Mikel Arteta, Olivier Giroud, Romelu Lukaku, Ivan Perišić e Neymar.
Anche alcune rock band come i Red Hot Chili Peppers utilizzano spesso nei loro concerti e video scarpe e polsini Puma.